# Dance of the Rainbow Serpent
Dance of the Rainbow Serpent é uma box set lançada em disco triplo em janeiro de 1995 pela banda americana Santana.

## Faixas

### Disco um
1. "Evil Ways"
2. "Soul Sacrifice" [do Woodstock II]
3. "Black Magic Woman/Gypsy Queen"
4. "Oye Como Va"
5. "Samba Pa Ti"
6. "Everybody's Everything"
7. "Song of the Wind"
8. "Toussaint l'Overture"
9. "In a Silent Way"
10. "Waves Within"
11. "Flame Sky"
12. "Naima"

### Disco dois
1. "I Love You Much Too Much"
2. "Blues for Salvador"
3. "Aqua Marine"
4. "Bella"
5. "The River"
6. "I'll Be Waiting"
7. "Love Is You"
8. "Europa (Earth's Cry Heaven's Smile)"
9. "Move On"
10. "Somewhere in Heaven"
11. "Open Invitation"

### Disco três
1. "All I Ever Wanted"
2. "Hannibal"
3. "Brightest Star"
4. "Wings of Grace"
5. "Se Eni a Fe l'Amo-Kere Kere"
6. "Mudbone"
7. "The Healer" (com John Lee Hooker)
8. "Chill Out (Things Gonna Change)" (com John Lee Hooker)
9. "Sweet Black Cherry Pie" (Outtake com Larry Graham)
10. "Every Now and Then" (com Vernon Reid)
11. "This Is This" (com Weather Report)